# Buz-e-Chini
Pour plus de détails, voir Fiche technique et Distribution.
Buz-e-Chini (qui signifie Chèvre en dialecte hazara) est un court métrage d'animation afghano-pakistanais en images de synthèse réalisé par Abbas Ali en 2012. C'est une adaptation du conte de la chèvre et de ses trois chevreaux, très connu en Afghanistan. Le film est en dialecte hazara.

## Synopsis
Le film se déroule en Afghanistan, dans la province de Bâmiyân, non loin des statues des bouddhas. Il commence par une introduction poétique contée par le narrateur, un vieil homme de la campagne. Puis l'histoire commence. Buz-e-Chini est une chèvre qui vit heureuse dans la campagne avec ses trois chevreaux. Mais non loin de là vit un vieux loup famélique, arrogant et sournois, qui brutalise les autres animaux. Il s'asseoit sur une tortue, puis, lorsqu'elle lui demande de le laisser tranquille, il la renverse les pattes en l'air. Peu après, la mère singe vient prévenir Buz-e-Chini : quelqu'un s'en prend aux petits des animaux ces derniers jours, elle doit bien veiller sur ses enfants. 
Quelque temps après, Buz-e-Chini s'apprête à quitter sa maison pour aller brouter : elle recommande à ses trois chevreaux de n'ouvrir à personne jusqu'à son retour. Le plus jeune chevreau lui demande comment ils pourront reconnaître que c'est bien elle sans ouvrir la porte : la mère indique alors une comptine qu'elle chantera pour se faire reconnaître, puis elle part. Mais le loup, embusqué près de la maison, a entendu la comptine. Une fois Buz-e-Chini partie, il s'approche et chante la comptine, mais il écorche le nom d'un des chevreaux mentionnés dans la chanson, ce qui éveille leurs soupçons. Le loup se plaint d'être épuisé et malade après un long voyage, et finalement l'un des chevreaux, apitoyé, décide d'ouvrir. Le loup bondit aussitôt et dévore deux chevreaux, mais le troisième se réfugie dans un creux où le loup ne peut l'atteindre. Après avoir tenté prières et menaces, le loup s'en va pour ne pas croiser Buz-e-Chini, non sans avoir menacé le chevreau survivant de revenir le dévorer s'il raconte quoi que ce soit à sa mère. 
Lorsqu'elle revient, Buz-e-Chini est bouleversée ; le chevreau survivant lui chuchote à l'oreille tout ce qui s'est passé. La mère bondit aussitôt et accuse le vieux loup publiquement. La mère singe s'indigne aussi mais prétexte un bras subitement paralysé pour se déclarer incapable d'intervenir. Un bélier essaie de régler les affaires pacifiquement, mais Buz-e-Chini l'écarte rudement, furieuse : elle veut se battre en duel contre le loup le lendemain. Buz-e-Chini se prépare en allant trouver un forgeron à qui elle offre un gâteau pour qu'il lui aiguise les cornes. Le loup va aussi trouver le forgeron, mais il essaie de le tromper en lui offrant un sac qui ne contient qu'une pierre ; pour se venger, le forgeron, au lieu de lui aiguiser les dents, lui en arrache une, et le loup s'enfuit en hurlant. Le lendemain, la mère chèvre et le loup s'affrontent en duel sous le regard des autres animaux. D'abord redoutable, le loup cède du terrain peu à peu et Buz-e-Chini finit par le vaincre. Le loup doit recracher les chevraux qu'il a avalés. Salués par la voix du narrateur, la mère et ses chevreaux s'en vont fièrement vers la vallée où s'élèvent les statues des bouddhas debout de Bâmiyân.

## Fiche technique
- Titre : Buz-e-Chini
- Réalisation : Abbas Ali Changezi
- Scénario : Hussain Ali Yousafi (scénario), Rasa Waziq (poèmes)
- Direction artistique : Abbas Ali Changezi
- Direction technique : Shoukat Changezi, Hassan Sarwar, S. Qamber Ali
- Musique originale : Ustad Manzoor Lali, Ustad Mir Hussain, Ustad Ghazanfar Ali, Abdul Aleem
- Production : Salman Abedin, Naseem Javed, Abdul Aleem
- Studio de production : Post Amazers (Pakistan)
- Pays :  Afghanistan,  Pakistan
- Langue : dialecte hazara
- Durée : 20 minutes
- Date de sortie : 2012

## Distribution
- Hussain Ali Yousafi : le loup
- M. Hussain Chagar
- Barkat Azra
- Abbas Ali
- M. Ali Danaa
- Ghulam Sakhi Raza
- Imtiaz Ali
- M. Juma Miskeenyar
- M. Hanif Nayab

## Production
Buz-e-Chini est réalisé par Abbas Ali, un cinéaste afghan hazara ; après l'arrivée au pouvoir des talibans dans les années 1990, il doit s'exiler au Pakistan, où il étudie le cinéma d'animation et entame la production du court métrage, qu'il termine une fois de retour en Afghanistan après la chute des talibans,. Le réalisateur Abbas Ali explique avoir voulu contrecarrer la tentative de destruction de la culture mise en œuvre par les talibans ; cela explique le recours à un conte populaire du pays et le fait que le film montre volontairement les statues des bouddhas debout de Bâmiyân, pourtant détruites en 2001 par les talibans. La partie pakistanaise de la production du film est prise en charge par la société pakistanaise Post Amazers.
Le scénario s'inspire d'un conte populaire en Afghanistan, celui de la chèvre et de ses trois chevreaux, dont il existe de nombreuses variantes un peu partout dans le monde (voyez Le Loup et les Sept Chevreaux en Allemagne, et la fable de La Fontaine « Le Loup, la Chèvre et le Chevreau » en France).
La musique originale du film emploie la dambura, sorte de luth typique de la musique hazara.
Le film est dédié à Hussain Ali Yousafi, homme politique et écrivain hazara, qui prête sa voix au loup, et qui a été assassiné en 2009.
Le film est d'abord diffusé sur DVD et cassettes, faute d'avoir trouvé un distributeur.